# Monroe (Georgia)
Monroe – miasto w Stanach Zjednoczonych, w stanie Georgia, w hrabstwie Walton.

## Demografia
W 2000 roku liczyło 11 407 mieszkańców. W 2023 liczba mieszkańców wzrosła do 15 929 osób, a gęstość zaludnienia przekroczyła 587 osób/km².